# Lamposaari (ö i Södra Savolax, S:t Michel, lat 61,41, long 27,81)
Lamposaari är en ö i Finland. Den ligger i sjön Saimen och i kommunen Puumala i den ekonomiska regionen  S:t Michel och landskapet Södra Savolax, i den södra delen av landet, 210 km nordost om huvudstaden Helsingfors. Öns area är 5 hektar och dess största längd är 370 meter i sydöst-nordvästlig riktning.